# George Watson (peintre)
George Watson (1767 - 24 août 1837) est un portraitiste écossais et le premier président de la Royal Scottish Academy.

## Biographie
Watson est né dans le domaine de son père, Overmains, Berwickshire, en 1767, le fils de Frances Veitch d'Elliott et de John Watson. Il commence ses études à Édimbourg et reçoit des cours de peinture d'Alexander Nasmyth, mais à l'âge de 18 ans, il part à Londres avec une introduction auprès de Joshua Reynolds, qui le reçoit comme élève. Après deux ans passés dans l'atelier de Reynolds, il retourne à Édimbourg et s'impose comme portraitiste.

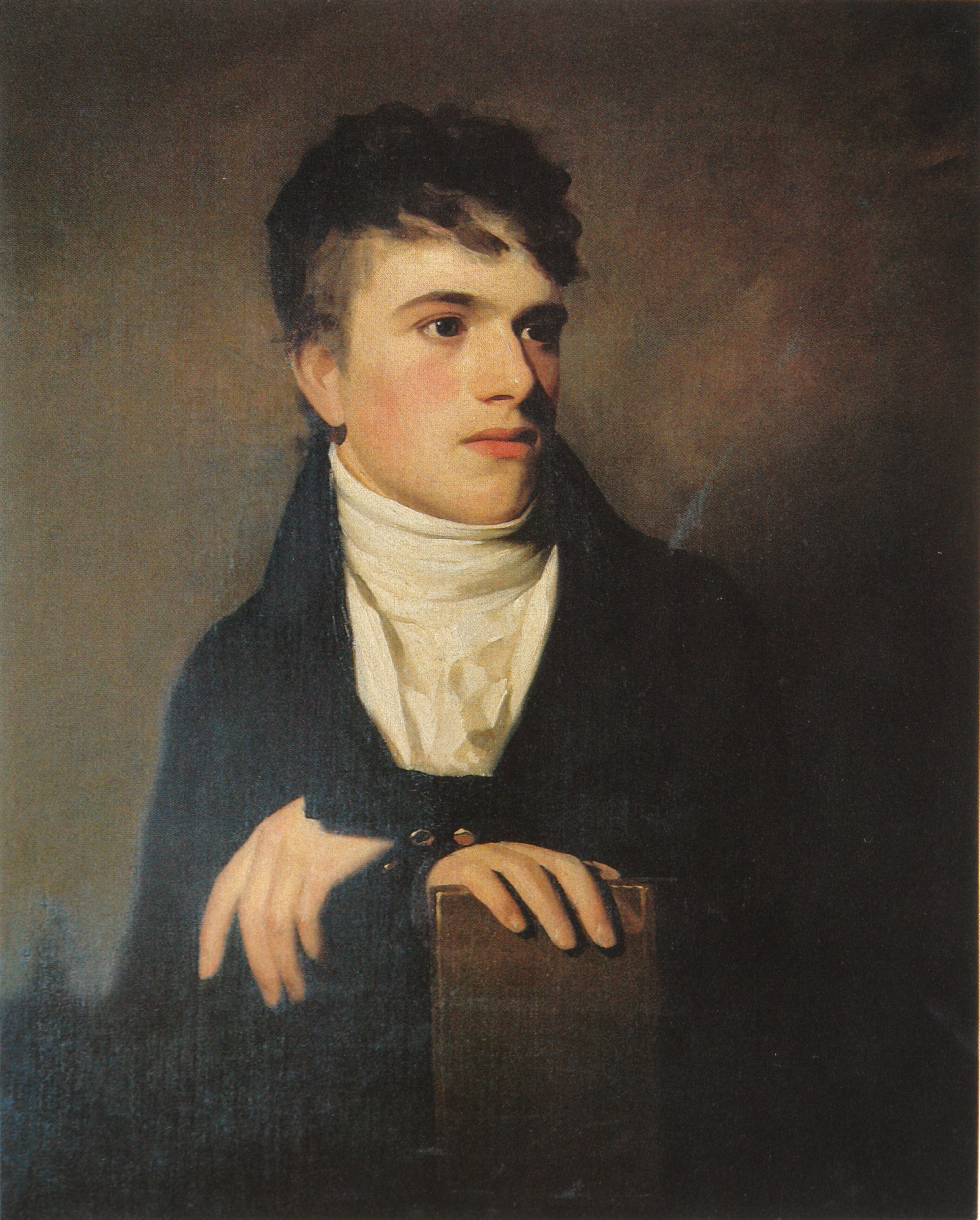
John James Ruskin - père de John Ruskin (1802)

En 1808, il s'associe à d'autres peintres pour fonder une société d'artistes, qui ne dure cependant que quelques années. Il expose fréquemment à la Royal Academy et à la British Institution, et vers 1815 est invité à Londres pour peindre un certain nombre de portraits, dont ceux du doyen de Canterbury et de Benjamin West. En 1820, malgré beaucoup d'opposition de la Royal Institution, l'Académie écossaise est fondée, et Watson, qui a été président de la société précédente, est élu au même poste dans la nouvelle, dont le succès final est en grande partie dû à son tact et à sa capacité. Il reste président jusqu'à sa mort, l'académie recevant sa charte royale quelques mois plus tard.
On dit qu'il a longtemps entretenu une rivalité honorable avec Henry Raeburn mais, bien que sa maîtrise du caractère soit ferme, son exécution soignée, ses portraits n'ont pas les qualités de ceux de son confrère. Il est représenté à la National Gallery of Scotland par les portraits de deux frères artistes, Benjamin West et deux d'Archibald Skirving et à la Scottish Portrait Gallery par un certain nombre de portraits, dont un de lui-même et un de William Smellie, que certains considèrent comme son meilleur travail.
Peu de temps après son retour de sa première visite à Londres, il épouse Rebecca Smellie, fille de William Smellie, imprimeur et naturaliste et ont cinq enfants.
Watson meurt chez lui, 10 Forth Street à Édimbourg le 24 août 1837,. Il est enterré sur le mur sud du cimetière St Cuthberts à Édimbourg.
Son neveu, Sir John Watson Gordon (en) est devenu le troisième président de l'academy à son tour en 1850,.
L'artiste William Smellie Watson, est le fils de George. Mort en 1874, Il est membre de l'academy, lui aussi, depuis ses origines.